# Годиш Ярослав Петрович

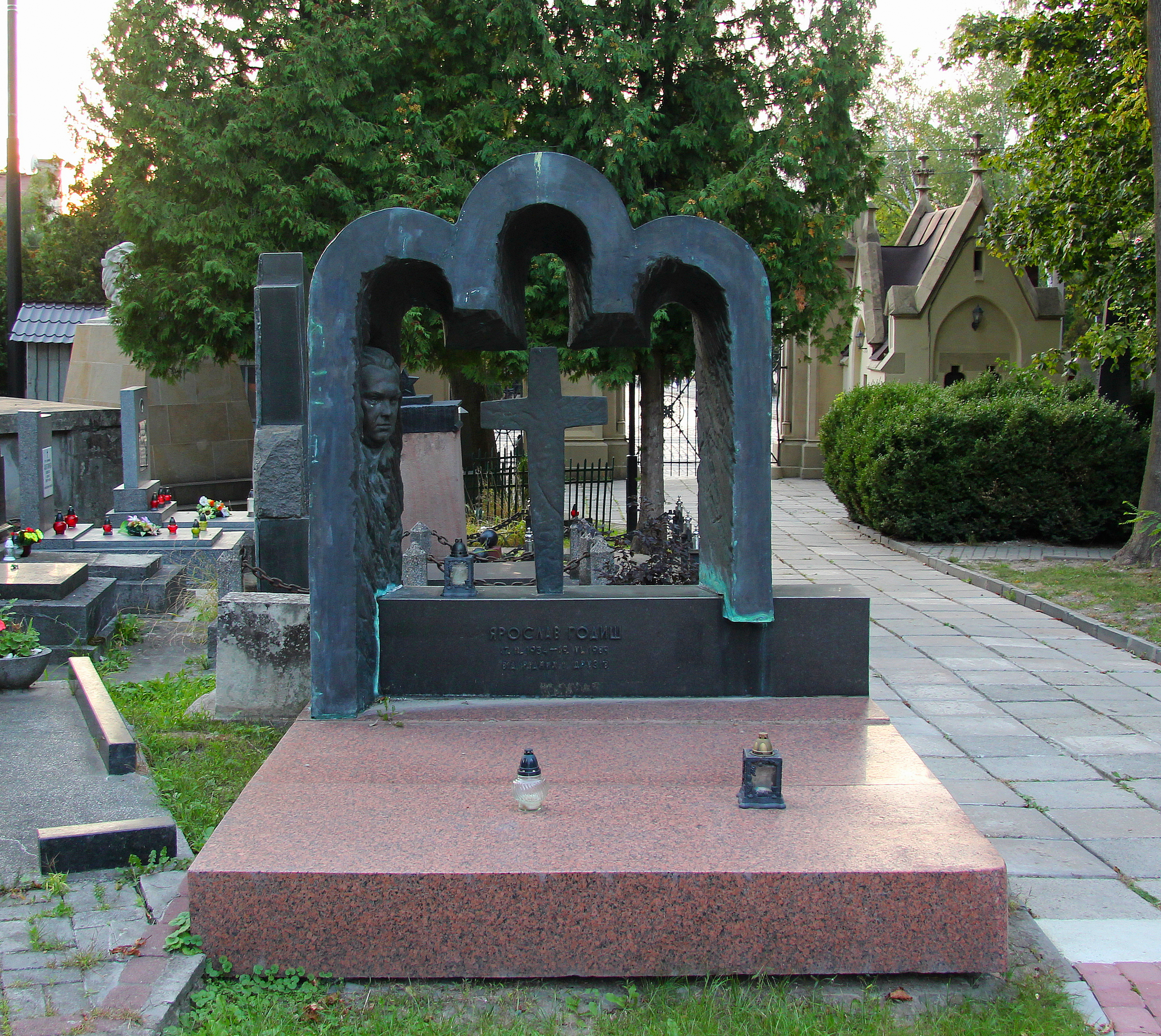

Ярослав Петрович Годиш  (17 березня 1934  - 19 квітня 1989) -— український радянський будівельник, службовець, начальник Головного територіального управління будівництва у Львівській області. Депутат Львівської обласної ради 4 скликань. Нагороджений медаллю «За трудову доблесть» (1966), орденом Трудового Червоного Прапора (1962), орденом Леніна (1986), премією Ради Міністрів СРСР (1981).
Закінчив школу в селі Стоянів (1951) і Львівський політехнічний інститут (1956) за спеціальністю «промислове та цивільне будівництво». Трудову діяльність розпочав майстром Сумської будівельної дільниці будівельно-монтажного управління тресту «Цукроспецбуд» (Суми). Пізніше працював у Червонограді, Трускавці, Дрогобичі та Львові. Сприяв зведенню будівлі школи в Стоянові. 1998 році при вході до школи відкрили меморіальну дошку на честь Ярослава Годиша.
Похований у Львові , на полі № 1 Личаківського цвинтаря.